# CD Móstoles
A CD Móstoles, teljes nevén Club Deportivo Móstoles spanyol labdarúgóklubot 1955-ben alapították a spanyolországi Móstoles városában. 2010-11-ben a negyedosztályban szerepelt.

## Az eddigi szezonok
| Szezon     | Osztály    | Poz. | Copa del Rey |
| ---------- | ---------- | ---- | ------------ |
| 1955-56-ig | Regionális | —    |              |
| 1980-81    | Regionális | —    |              |
| 1981/82    | 3ª         | 19.  |              |
| 1982/83    | Regionális | —    |              |
| 1983/84    | 3ª         | 8.   |              |
| 1984/85    | 3ª         | 17.  |              |
| 1985/86    | 3ª         | 14.  |              |
| 1986/87    | Regionális | —    |              |
| 1987/88    | 3ª         | 3.   |              |
| 1988/89    | 3ª         | 2.   |              |
| 1989/90    | 3ª         | 1.   |              |
| 1990/91    | 2ªB        | 19.  |              |
| 1991/92    | 3ª         | 3.   |              |
| 1992/93    | 3ª         | 6.   |              |
| 1993/94    | 3ª         | 4.   |              |
| 1994/95    | 2ªB        | 12.  |              |

| Szezon  | Osztály | Poz. | Copa del Rey |
| ------- | ------- | ---- | ------------ |
| 1995/96 | 2ªB     | 19.  |              |
| 1996/97 | 3ª      | 5.   |              |
| 1997/98 | 3ª      | 2.   |              |
| 1998/99 | 2ªB     | 10.  |              |
| 1999/00 | 2ªB     | 20.  |              |
| 2000/01 | 3ª      | 3.   |              |
| 2001/02 | 3ª      | 4.   |              |
| 2002/03 | 3ª      | 7.   |              |
| 2003/04 | 3ª      | 1.   |              |
| 2004/05 | 3ª      | 2.   |              |
| 2005/06 | 2ªB     | 19.  |              |
| 2006/07 | 3ª      | 9.   |              |
| 2007/08 | 3ª      | 4.   |              |
| 2008/09 | 3ª      | 11.  |              |
| 2009/10 | 3ª      | 8.   |              |
| 2010/11 | 3ª      |      |              |

## Ismertebb játékosok
- Gustavo di Lella
- Rubén de la Red
- Harvey Esajas

## Külső hivatkozások
- Nem hivatalos weboldal Archiválva 2009. április 6-i dátummal a Wayback Machine-ben
- Fórum